# アシエル・リエスゴ
アシエル・リエスゴ（Asier Riesgo Unamuno, 1983年10月6日 - ）は、スペイン・ギプスコア県デバ出身の元サッカー選手。現役時代のポジションはGK。
スペインU-19代表から各年代別のスペイン代表に選出された。

## 経歴
レアル・ソシエダの下部組織出身。Bチームに在籍していた2002年、近隣のクラブであるセグンダ・ディビシオンのSDエイバルにレンタルされ、そこでデビュー。1シーズン半で57試合に出場した。2004-05シーズンからソシエダに復帰し、プリメーラ・ディビシオンデビューを果たした。サンデル・ヴェステルフェルトが退団したこともあり2004-05シーズンと2005-06シーズンはレギュラーを任されたが、2006-07シーズンはチリ代表のクラウディオ・ブラーボが加入したため、出場機会が激減した。チームも19位に終わって降格した。
2007-08シーズンはセグンダでのプレーだったが、レギュラーに返り咲いて全試合に出場した。しかし、チームは6位に終わり昇格を逃した。2008-09シーズンはプリメーラのレクレアティーボ・ウェルバにレンタル移籍。全試合フルタイム出場を果たしたが、チームは最下位で2部に降格した。その後、ソシエダに復帰するも2009-10シーズンは7試合の出場に留まった。
2010年6月17日、3年契約でCAオサスナに完全移籍した。2010-11シーズンは、移籍したロベルト・フェルナンデスに代わってリカルド・ロペスの控えを務めた。2011-12シーズンは、2011年8月27日のアトレティコ・マドリードとの開幕戦でスタメンの座を勝ち取ったが、負傷退場となってしまい交代出場したアンドレス・フェルナンデスから結局シーズン終了までレギュラーを奪えなかった。
2015年7月28日、かつて期限付きで在籍したSDエイバルに復帰した。
2018-19シーズン終了後、契約満了により退団。
2019年9月2日、セグンダ・ディビシオン所属のジローナFCにフリーで移籍。
2020年9月8日、CDレガネスへ移籍。
2023年7月8日、現役引退を表明した。